# 平井村 (東京府)
平井村（ひらいむら）は、東京府南葛飾郡にかつて存在した村である。現在の江戸川区の西部と葛飾区の南部にまたがって位置していた。
荒川放水路の設置に伴い村域の一部を失い、残部が両岸の自治体に編入された。江戸川区の地名としては現存するが、葛飾区となった地域は現在「新小岩」に改称されており、上平井水門、上平井橋、葛飾区立上平井小学校などにその名をとどめている。葛飾区立上平井中学校は域外に移転しても名を継承している。

## 沿革
- 1889年（明治22年）5月1日 - 町村制の施行に伴い、下平井村、中平井村、上平井村が合併して発足。
- 1914年（大正3年）4月1日 - 荒川放水路設置に伴い、放水路以南が小松川町、放水路以北が奥戸村に分割編入され、平井村廃止。
- 1930年（昭和5年）11月3日 - 奥戸村が町制施行して奥戸町となる。
- 1932年（昭和7年）10月1日 - 南葛飾郡全域が東京市に編入。小松川町の区域が江戸川区、奥戸町の区域が葛飾区となる。

## 現在の地名
江戸川区平井、葛飾区西新小岩、東新小岩五丁目、六丁目、七丁目、八丁目（いずれも大体の範囲）

## 経済
農業
『大日本篤農家名鑑』によれば、平井村の篤農家は「島村誠次郎、松本兼吉」などである。